# Candidoni
Candidoni ([kanˈdidoni], pronuncia Candìdoni (in calabrese Candiduni), dal greco antico Anthedòn, Ανθηδών) è un comune italiano di 407 abitanti della città metropolitana di Reggio Calabria in Calabria.

## Storia

### Simboli
Lo stemma e il gonfalone sono stati concessi con DPR del 29 gennaio 1982.
Nello stemma è raffigurata su fondo argento un'aquila di nero, dal volo abbassato, rivolta, coronata all'antica d'oro (tre punte visibili), stringente con gli artigli quattro fulmini di rosso. Ornamenti esteriori da Comune.
Il gonfalone è un drappo partito di bianco e di nero.

## Monumenti e luoghi d'interesse
- Castello di Borrello

## Società

### Evoluzione demografica
Abitanti censiti

### Religione
La religione più diffusa è quella cattolica di rito romano. La città fa parte della diocesi di Oppido Mamertina-Palmi e del vicariato di Polistena. Il territorio comunale attualmente appartiene ad un'unica parrocchia, intitolata a San Nicola vescovo.
Sempre in ambito del cattolicesimo è presente a Candidoni un istituto religioso femminile, composto dalle Figlie di Santa Veronica Missionarie del Volto Santo.

## Economia
L'economia del paese si basa, in buona parte, sull'agricoltura (vino, olio di oliva, agrumi, ecc.).

## Infrastrutture e trasporti
Il comune è interessato dalla Strada Provinciale 4.

## Amministrazione
| Periodo          | Periodo          | Primo cittadino          | Partito                     | Carica                    | Note          |
| ---------------- | ---------------- | ------------------------ | --------------------------- | ------------------------- | ------------- |
| 18 luglio 1985   | 9 giugno 1990    | Michelangelo Monea       | Democrazia Cristiana        | Sindaco                   | [ 7 ]         |
| 9 giugno 1990    | 19 dicembre 1992 | Triestino Emanuele Corbo | Partito Socialista Italiano | Sindaco                   | [ 8 ]         |
| 1 aprile 1994    | 9 maggio 1994    | Rosario Fusaro           |                             | Commissario prefettizio   | [ 9 ]         |
| 9 maggio 1994    | 21 novembre 1994 | Rosario Fusaro           |                             | Commissario straordinario | [ 10 ]        |
| 21 novembre 1994 | 30 novembre 1998 | Vincenzo Cavallaro       | Indipendente                | Sindaco                   | [ 11 ]        |
| 30 novembre 1998 | 26 maggio 2003   | Vincenzo Cavallaro       | Lista civica                | Sindaco                   | [ 12 ]        |
| 26 maggio 2003   | 15 aprile 2008   | Marcello Aruta           | Lista civica di centro      | Sindaco                   | [ 13 ]        |
| 15 aprile 2008   | 27 maggio 2013   | Marcello Aruta           | Lista civica                | Sindaco                   | [ 14 ]        |
| 27 maggio 2013   | 11 giugno 2018   | Vincenzo Cavallaro       | Lista civica                | Sindaco                   | [ 16 ]        |
| 11 giugno 2018   | 15 maggio 2023   | Vincenzo Cavallaro       | Lista civica                | Sindaco                   | [ 17 ]        |
| 15 maggio 2023   | in carica        | Vincenzo Cavallaro       | Lista civica                | Sindaco                   | [ 18 ] [ 19 ] |

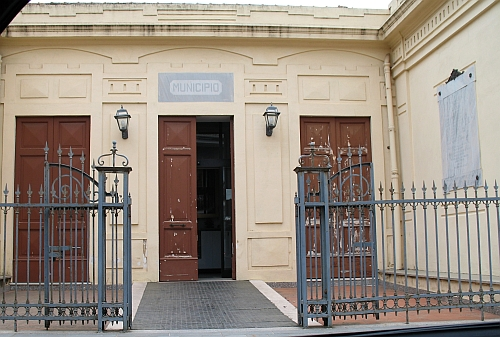
Sede comunale

Dal 1861 al 1927 il comune era compreso nel Circondario di Palmi.